# Контрада Торе I (Беневенто)
Контрада Торе I је насеље у Италији у округу Беневенто, региону Кампанија.
Према процени из 2011. у насељу је живело 140 становника. Насеље се налази на надморској висини од 366 м.